# Osliči
Osliči (znanstveno ime Merlucciidae) so družina morskih rib, ki poseljujejo Atlantski in Tihi ocean.
Po večini so to plenilske ribe, ki se hranijo z manjšimi ribjimi vrstami. Mnoge od vrst osličev predstavljajo pomembno gospodarsko vrsto, nekatere od njih lahko dosežejo tudi preko enega metra v dolžino.

## Vrste
V družini je 23 vrst, ki so razdelejene v pet rodov:
- Rod Lyconodes
  - Lyconodes argenteus (Goode & Bean, 1896).
- Rod Lyconus
  - Lyconus brachycolus Holt & Byrne, 1906.
  - Lyconus pinnatus Günther, 1887.
- Rod Macruronus
  - Macruronus capensis Davies, 1950.
  - Macruronus maderensis Maul, 1951.
  - Macruronus magellanicus Lönnberg, 1907.
  - Macruronus novaezelandiae (Hector, 1871).
- Rod Merluccius
  - Merluccius albidus (Mitchill, 1818).
  - Merluccius angustimanus Garman, 1899
  - Merluccius australis (Hutton, 1872)
  - Merluccius bilinearis (Mitchill, 1814)
  - Merluccius capensis (Davies, 1950)
  - Merluccius gayi gayi (Guichenot, 1848)
  - Merluccius gayi peruanus Ginsburg, 1954
  - Merluccius hernandezi Mathews, 1985
  - Merluccius hubbsi Marini, 1933Steindachneria argentea
  - Oslič, Merluccius merluccius (Linnaeus, 1758)
  - Merluccius paradoxus Franca, 1960
  - Merluccius patagonicus Lloris & Matallanas, 2003
  - Merluccius polli Cadenat, 1950
  - Merluccius productus (Ayres, 1855)
  - Merluccius senegalensis Cadenat, 1950
- Rod Steindachneria
  - Steindachneria argentea Goode & Bean, 1896